# Ethnologisches Museum

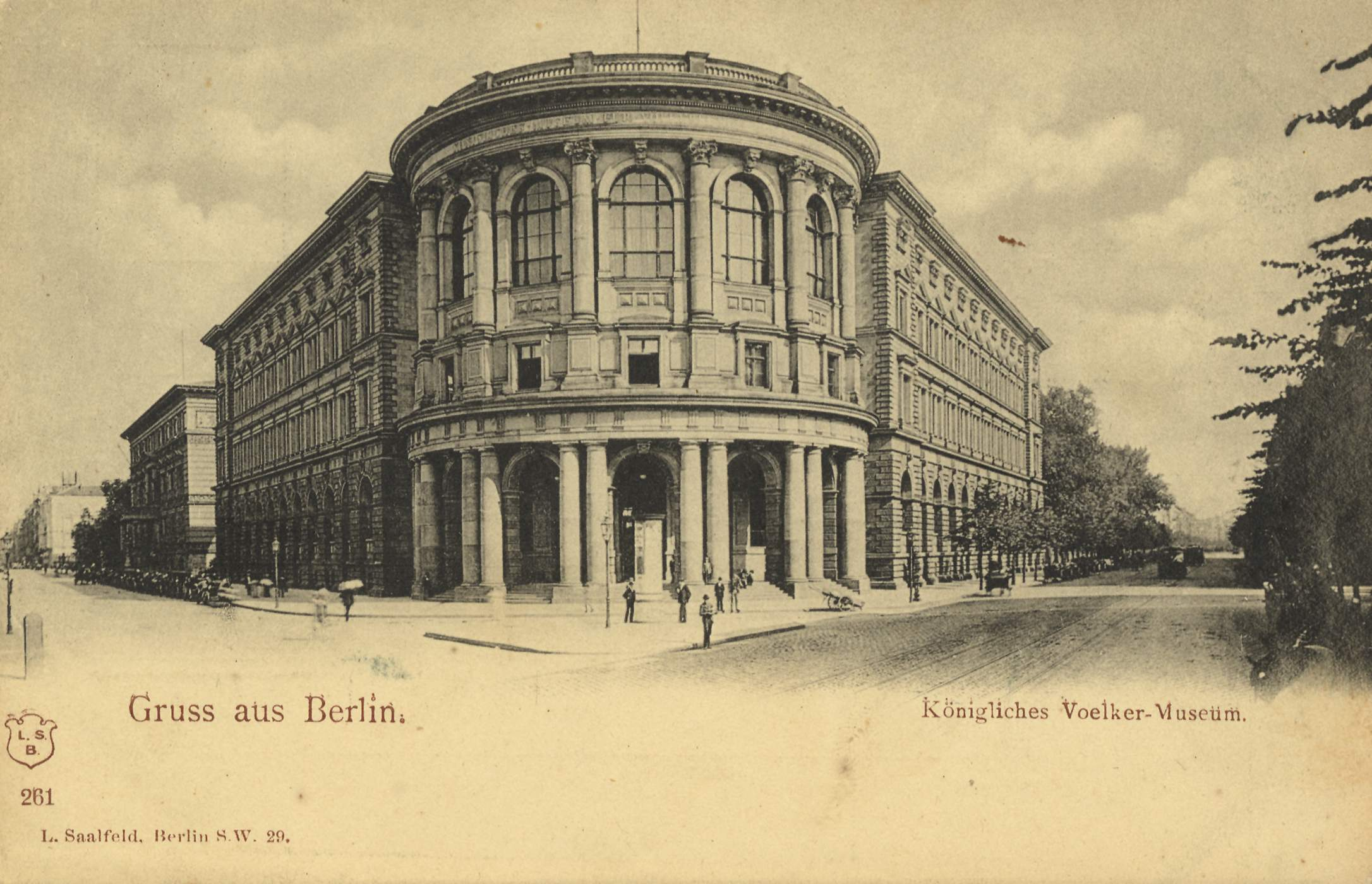
Museum für Völkerkunde vid Königgrätzer Strasse (till höger idag: Stresemannstrasse), till vänster Prinz-Albrecht-Strasse (idag Niederkirchnerstrasse) med Martin-Gropius-Bau bakom bortre ändan av den vänstra flygeln, omkring 1900.

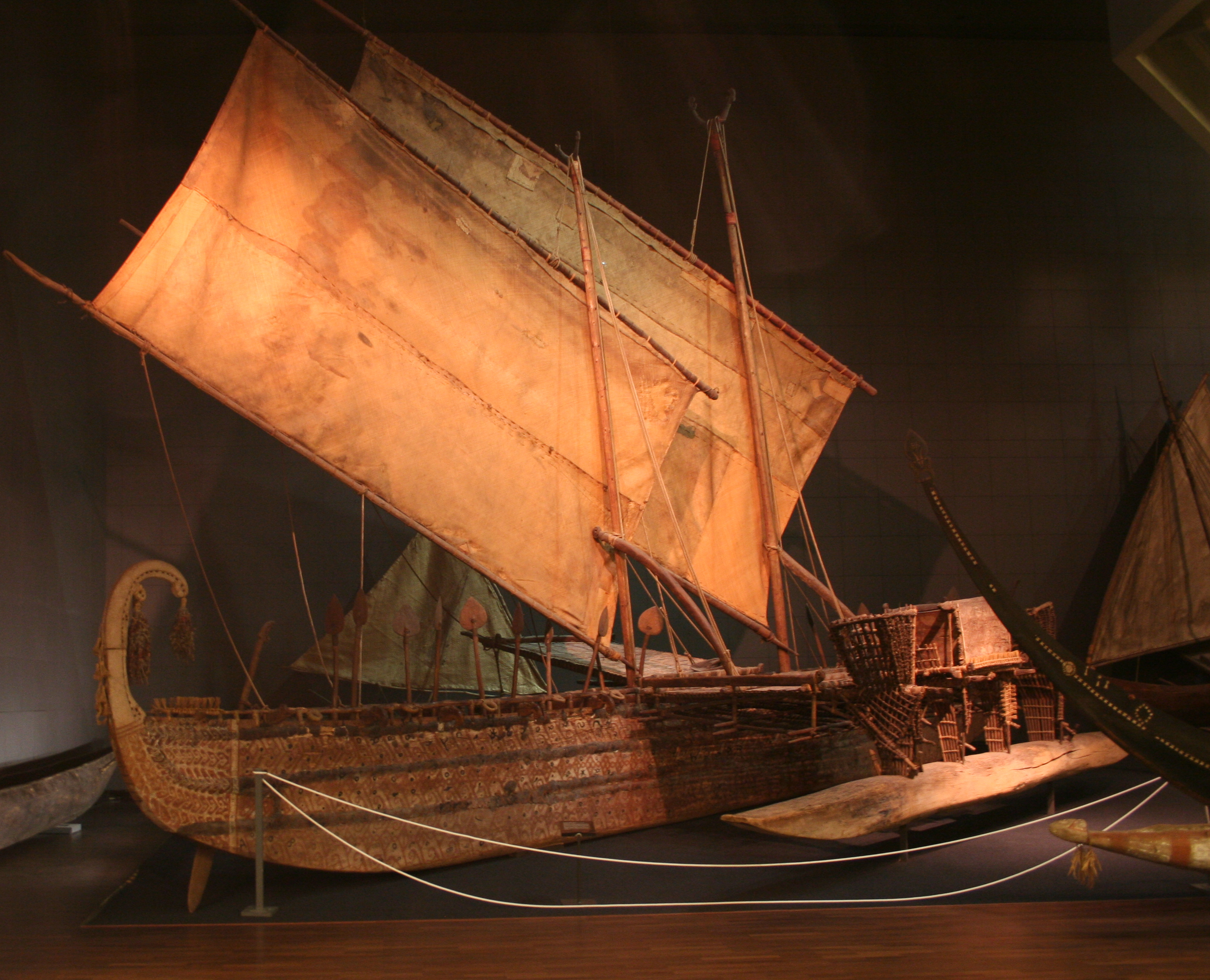
Från 1906 ställdes Luf-fartyget ut. Från maj 2018 finns den i Humboldt Forum.

Ethnologisches Museum är ett etnografiskt museum i Berlin i Tyskland.
Museet grundades 1886 som "Königliches Museum für Völkerkunde" vid Königgrätzer Strasse (idag Stresemannstrasse). Det har senare flyttat till Dahlem och ligger numera i Humboldt Forum.
I Västberlin visade Stiftung Preussischer Kulturbesitz delar av den etnologiska samlingen vid sidan av europeiska målningar och skulpturer mellan 1967 och 2017 i den då nyuppförda byggnaden Museumskomplex Dahlem. Efter Tysklands återförening samlades de i Västberlin och Leipzig lagrade delarna av samlingarna, så att Ethnologisches Museum till stor del åter kunde förfoga över sina tidigare samlingar. Under 1990-talet flyttade de europeiska samlingarna från Dahlem, så att  Ethnologisches Museum kunde ställa ut fler objekt. 
Ethnologisches Museums samling omfattar 508.000 etnografiska och arkeologiska objekt, vartill kommer 285.000 etnografiska fotodokument, 200.000 sidor skriftliga dokument, 140.000 musiketnografiska inspelningar, 20.000 etnografiska filmer och 50.000 meter oklippt filmmaterial. 
Museets Afrikasamling är vid sidan om de i British Museum i London och Musée du quai Branly i Paris en av de största i världen.
Ethnologisches Museums rötter finns i 1600-talet, då de första etnografiska objekten fanns i Kunstkammer des brandenburgisch-preußischen Großen Kurfürsten i Berliner Stadtschloss.
Efter det att den förste intendenten för Königlichen Antiken-, Münz- und Kunstkammer, förkunnaren och bibliotekarien Jean Henry (1761–1831) hade utsetts, började samlingen ordnas systematiskt från 1794. 
Från 1830 flyttade museets målningar och skulpturer till det nybyggda Altes Museum. Under 1843–1859 uppfördes Neues Museum, i vilket de etnografiska samlingarna från de egyptiska och de förhistoriska samlingarna visades. Från 1856 visades samlingen i tre salar i Neue Museum på 750 kvadratmeter. Detta kan ses som det egentliga grundandet av ett etnografiskt museum i Berlin. 
Under Vilhelm I:s tid togs beslut att grunda ett sjävständigt etnografiskt museum i Berlin. En museibyggnad började uppföras 1880 vid Königgrätzer Strasse 120 (idag Stresemannstrasse) i hörnet till Prinz-Albrecht-Strasse. Det öppnades 1886 som "Königliche Museum für Völkerkunde". Den kunde visa omkring 40.000 objekt.
Till början av andra världskriget var museets samlingar tillgängliga för allmänheten. Därefter magasinerades de på olika orter. Efter krigsslutet beslagtogs samlingarna av segermakterna. Västmakterna gav dem tillbaka till Berlin under 1950-talet, medan Sovjetunionen behöll sin del som krigsbyte och flyttade den till Leningrad. Sovjetunionen återlämnade 45.000 objekt till Östtyskland 1977–1979. Den östtyska regeringen integrerade dessa i samlingarna i Museum für Völkerkunde zu Leipzig.

## Humboldt Forum
Museets samlingar finns sedan 2020 i Humboldt Forum i det återuppbyggda Berliner Stadtschloss.

## Chefer i urval
- Adolf Bastian
- Felix von Luschan
- Otto Kümmel
- Hans-Dietrich Disselhoff
- Kurt Krieger
- Viola König
- Lars-Christian Koch

## Bildgalleri

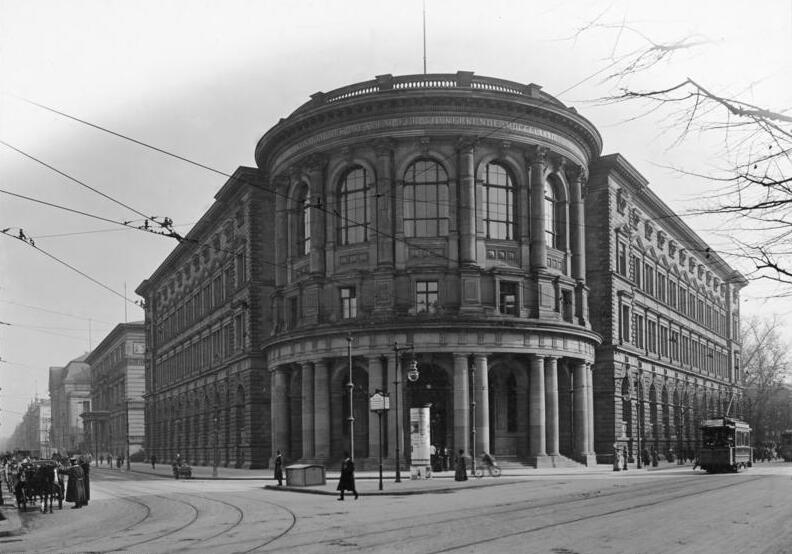
Museum für Völkerkunde
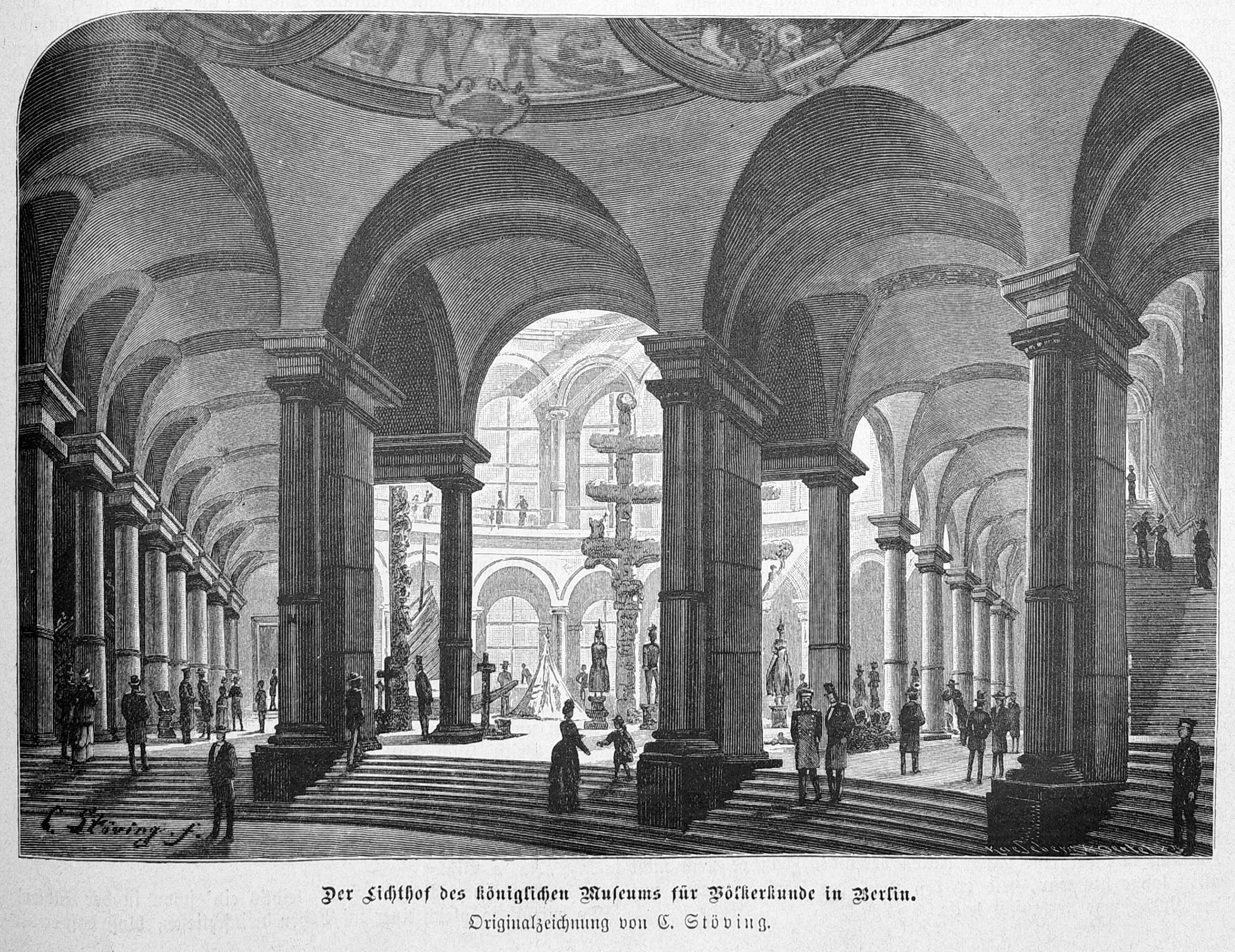
Museum für Völkerkundes ljusgård
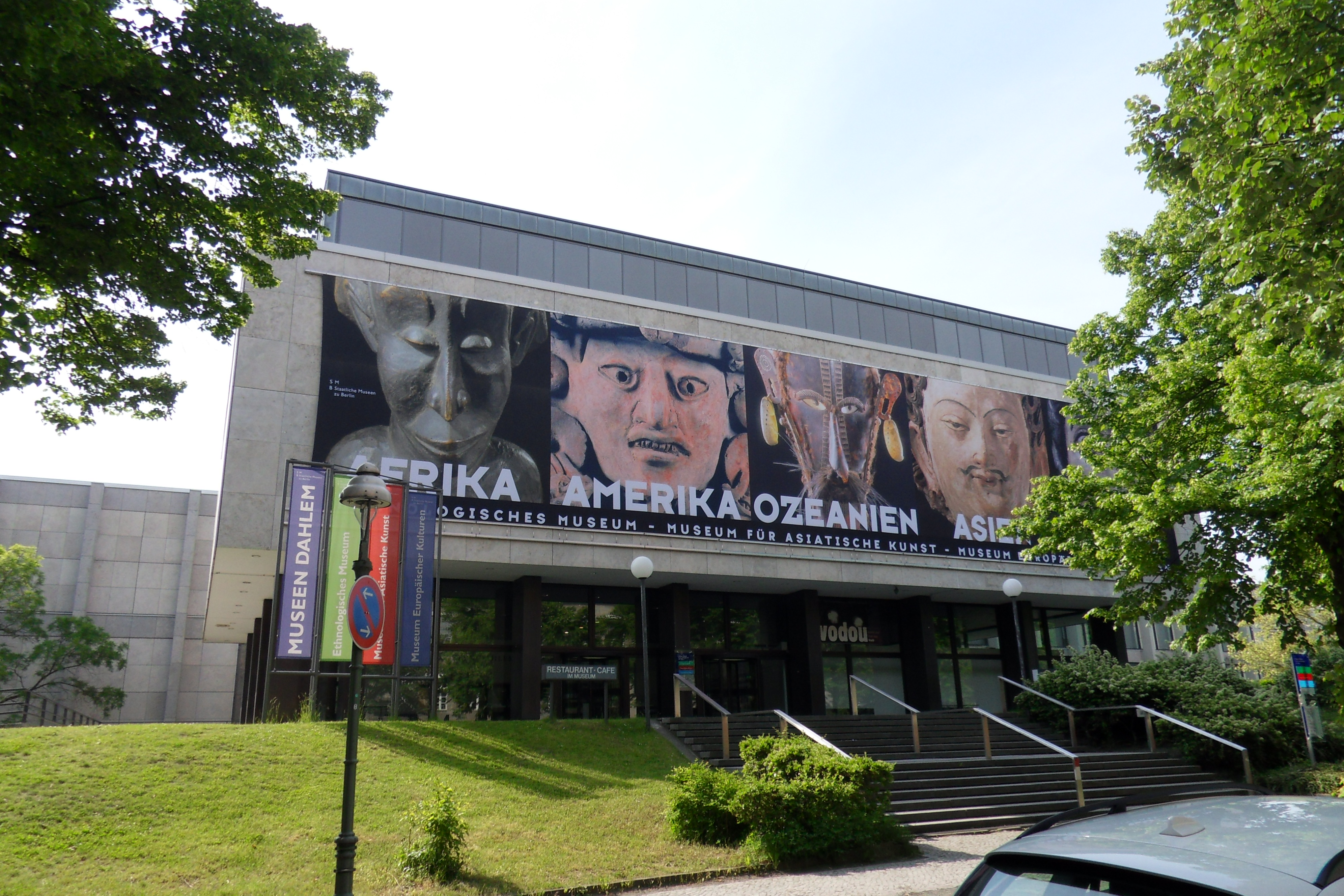
Ethnologisches Museum då det låg i Dahlem
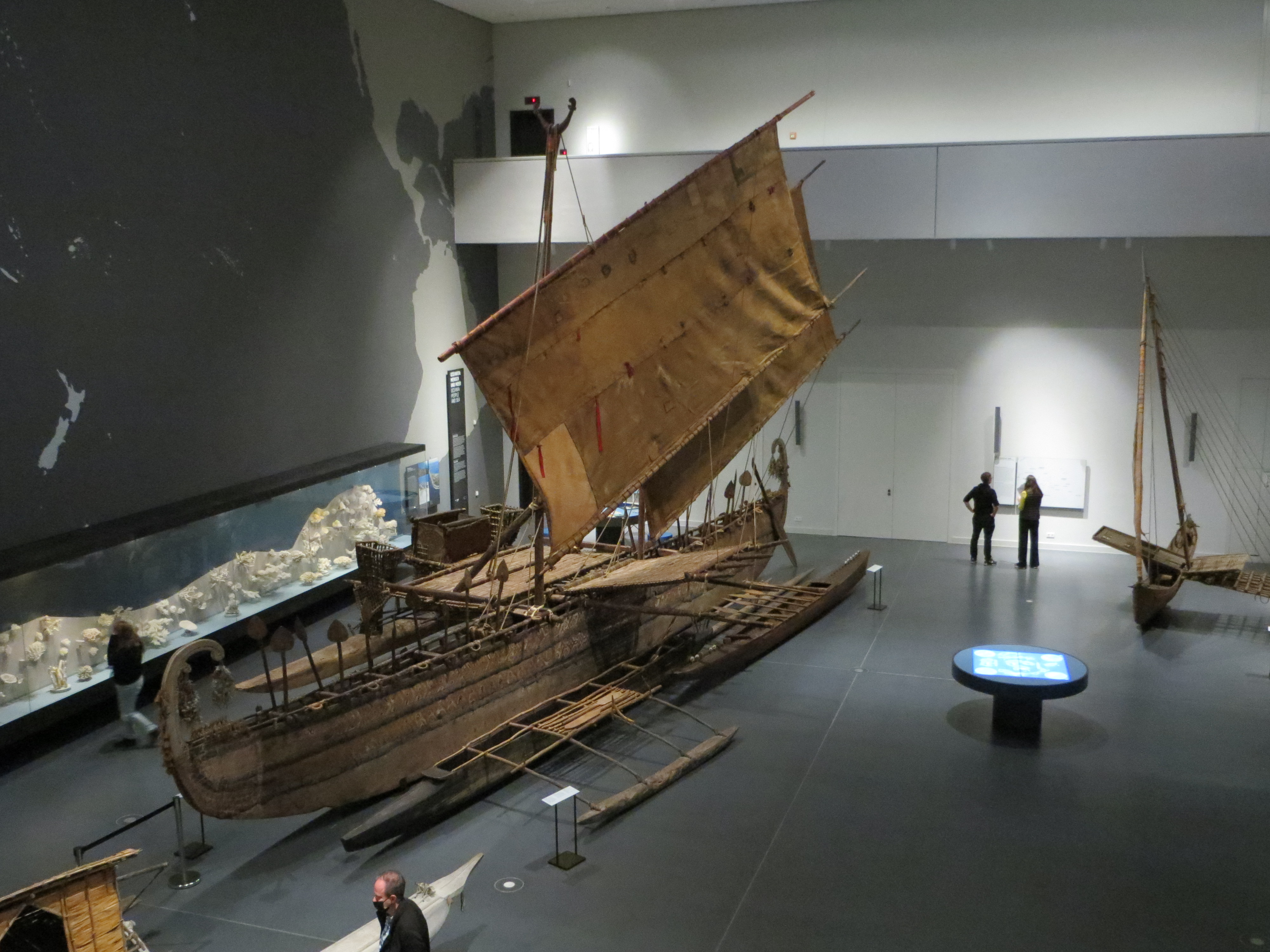
Ethnologisches Museum i Humboldt Forum